# Mike Garson
Mike Garson, född 29 juli 1945 i New York, USA, är en amerikansk pianist inom genren avant-garde jazz. 
Garson är känd för sin personliga stil på album som "Aladdin Sane" och "Outside". Han är känd för sitt arbete med artister som David Bowie, Nine Inch Nails, Billy Corgan, Free Flight, Strasse, The Smashing Pumpkins och Annie Clark (St. Vincent).